# Tyrannus savana
La tijereta sabanera (Tyrannus savana) es una especie de ave paseriforme de la familia Tyrannidae perteneciente al género Tyrannus. Es nativa de la América tropical (Neotrópico), desde el sur de México, por América Central y del Sur hasta el norte de la Patagonia en Argentina. Es un ave parcialmente migratoria, las poblaciones más sureñas se desplazan hacia la Amazonia y más al norte en los inviernos australes. Algunos autores sostienen que se divide en más de una especie.

## Nombres comunes
Además de tijereta sabanera (en Perú, Nicaragua, Panamá, Ecuador y Costa Rica), se denomina también tijereta (en Argentina, Uruguay y Paraguay), sirirí tijereta o tijeretón (en Colombia), tijereta cabecinegra (en Honduras), tirano-tijereta gris o tirano-tijereta sabanero (en México), cazamoscas tijereta (en Chile), bobito de cola ahorquillada (en Cuba), atrapamoscas tijereta (en Venezuela) o tijereta común (en Uruguay).

## Distribución y hábitat
Se distribuye de forma disjunta por el sureste de México, Belice, Guatemala, Honduras, Nicaragua, Costa Rica, Panamá, norte y oeste de Colombia (a oriente de los Andes), Venezuela, Trinidad y Tobago, Aruba, sur de Surinam y al este de la Amazonia brasileña, a lo largo del medio y bajo río Amazonas, y en una inmensa área desde el centro y este de Brasil y norte de Bolivia hacia el sur por Paraguay, Uruguay, hasta el noreste de la Patagonia argentina. Las poblaciones sureñas (al sur del sur de Brasil y norte de Argentina) abandonan la región en los inviernos australes y ocupan áreas en la cuenca amazónica de Brasil, este de Perú, este de Ecuador, sur de Colombia, sur de Venezuela, Guyana, Surinam, Guayana Francesa, inclusive áreas donde conviven con poblaciones residentes hasta el norte del continente. Ha sido registrado como vagante ocasional en Chile, Estados Unidos, Canadá, Cuba, Jamaica, Bermuda, islas Caimán y en muchas de las Antillas Menores: San Martín, San Cristóbal y Nieves, Antigua y Barbuda; Montserrat, Dominica, Martinica, Santa Lucía, Barbados, San Vicente y las Granadinas, Granada; y también en las islas Malvinas.
Esta especie, ampliamente diseminada, es considerada común en una variedad de hábitats abiertos que incluyen bordes de bosques, crecimientos secundarios, sabanas, pastajes, áreas residenciales, jardines, cerrados y manglares. En el centro de Brasil prefiere anidar en ambientes de cerrado más abiertos que en los más densos con árboles altos. Durante la migración puede ser encontrado en una amplia variedad de hábitats, incluyendo en dosel de selvas húmedas altas. Hasta los 1000 m de altitud, pero los transientes hasta 2600 m.

## Descripción física

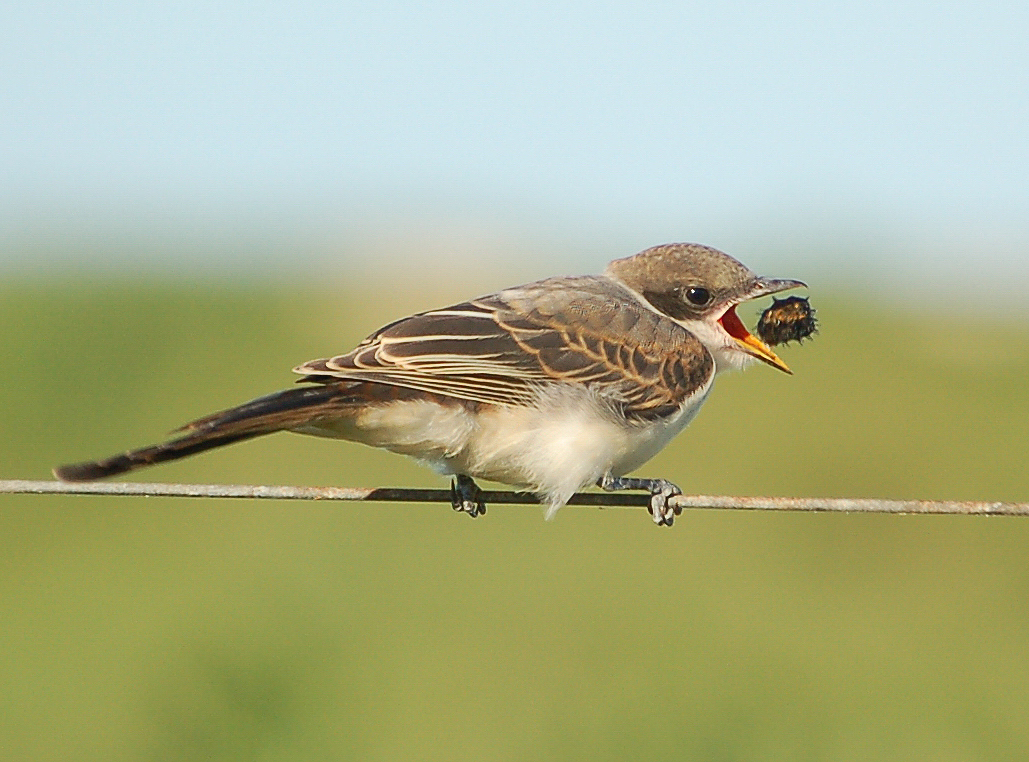
Ejemplar juvenil en Uruguay.

La tijereta sabanera tiene las partes inferiores blancas, las superiores grises, las alas marrón oscuro, y el pico y la mitad superior de la cabeza negros. Los machos a veces presentan una línea amarilla en la coronilla. La especie posee una cola bifurcada extremadamente larga, de dos a tres veces la longitud del cuerpo en los machos. Las plumas de la cola son negras o marrón muy oscuro por ambos lados; las más externas son las más largas. En las hembras, la cola es algo más corta. Los juveniles siempre presentan una cola mucho más corta. Los machos miden entre 37 y 41 cm, las hembras entre 28 y 30 cm, de la punta del pico a la punta de la cola.

### Especies similares
La especie más similar es la tijereta norteña (Tyrannus forficatus), en la que la cola es proporcionalmente más corta, negra en la parte superior, y blanca en la inferior. Se distinguen además por su coloración. T. forficatus tiene la cabeza y las partes superiores gris pálido, partes inferiores más claras, flancos salmón rojizo, y alas gris oscuro.

## Comportamiento

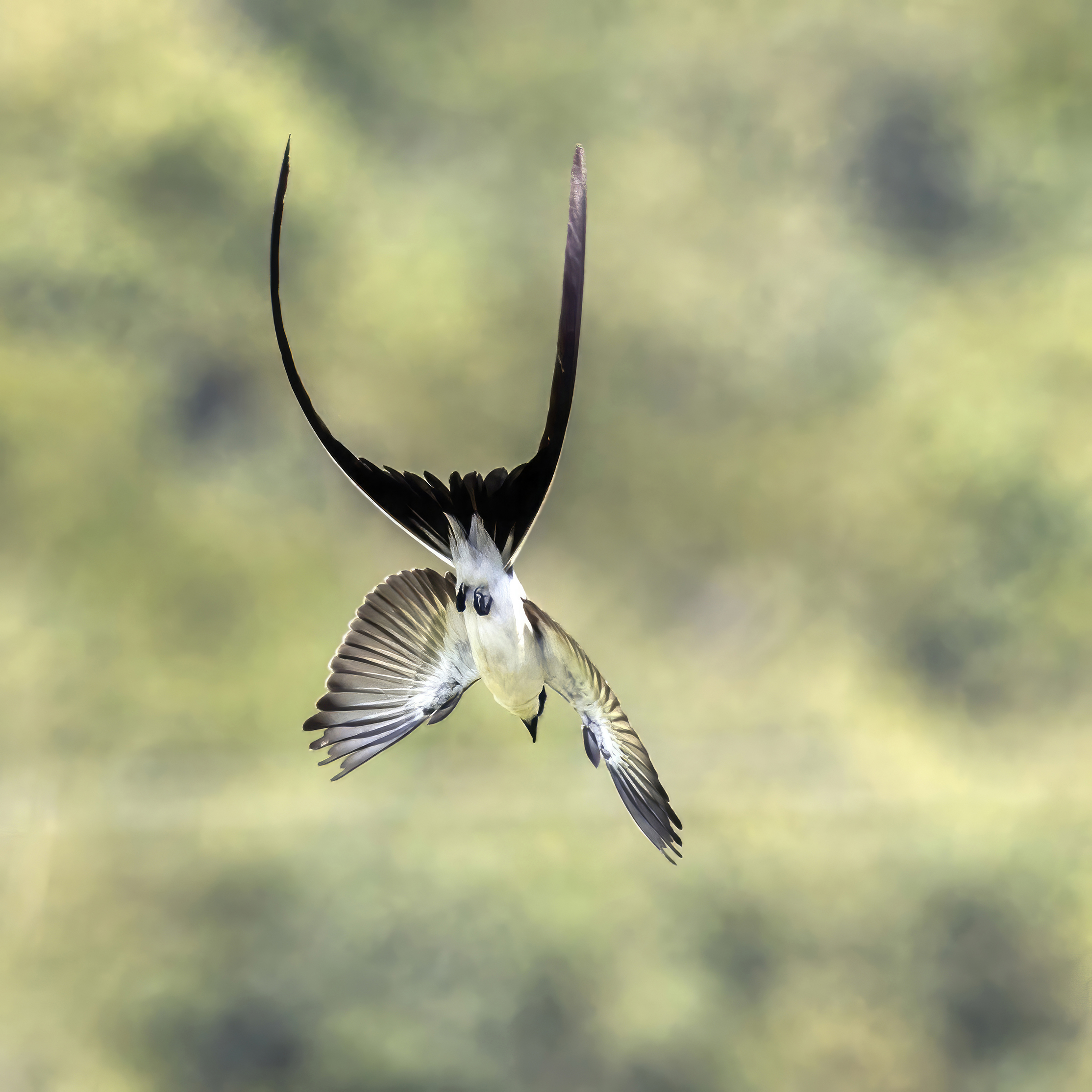
Ejemplar en vuelo, en Cayo, Belice.

Se encaraman en ramas abiertas en árboles o arbustos, o en otras perchas como cables de la luz o postes, desde donde pueden cazar insectos en vuelos graciosos. Los migrantes no reproductivos también consumen frutos. Durante la migración, las tijeretas sabaneras son muy gregarias, llegando a juntarse en bandadas de hasta 10 000 individuos.

### Anidación
Su nido es una taza hecha de lana y ramitas colocado en lo alto de un arbusto, a la vista.

### Vocalización
Es bastante callado, mismo en la época de reproducción, sabe dar una débil nota «tic».

## Sistemática

### Descripción original
La especie T. savana fue descrita por primera vez por el naturalista francés François Marie Daudin en 1802 bajo el mismo nombre científico; la localidad tipo asignada posteriormente es: «orillas del Río de la Plata, bosques de Montevideo». A pesar de descrito en 1760 por Mathurin Jacques Brisson con el nombre francés de «le tyran à queue fourchue» (literalmente «tirano de cola ahorquillada») y después en 1780 por Georges-Louis Leclerc de Buffon bajo el nombre «le savana» fue solamente en 1802 que Daudin le dio el nombre binomial definitivo.

### Etimología
El nombre genérico masculino «Tyrannus» proviene del nombre específico Lanius tyrannus, cuyo epíteto en latín significa ‘tirano’, ‘déspota’, ‘dictador’; y el nombre de la especie «savana», en francés significa ‘sabana’, en referencia al ambiente en que habita la especie.

### Taxonomía
Con base puramente en las largas rectrices, algunos taxonomistas colocaron a la presente especie y a la tijereta rosada (Tyrannus forficatus) en un género separado Muscivora, pero esto no se justifica; más allá, los datos genéticos indican que estas dos especies no son parientes cercanos. 
Los estudios de Gómez-Bahamón et al. (2020) presentaron evidencias de que la subespecie migratoria (la nominal) y las sedentarias (T. s. monachus, T. s. sanctamartae y T. s. circumdatus, residentes en el sur de México, América Central y norte de América del Sur) deberían ser tratadas como una especie separada: Tyrannus monachus debido a la sobreposición temporaria de las poblaciones reproductivas y no reproductivas y la especiación resultante de la falta de migración. El Comité Brasileño de Registros Ornitológicos (CBRO) ya reconoce la separación, mientras el Comité de Clasificación de Sudamérica (SACC) aguarda una proposición.

### Subespecies

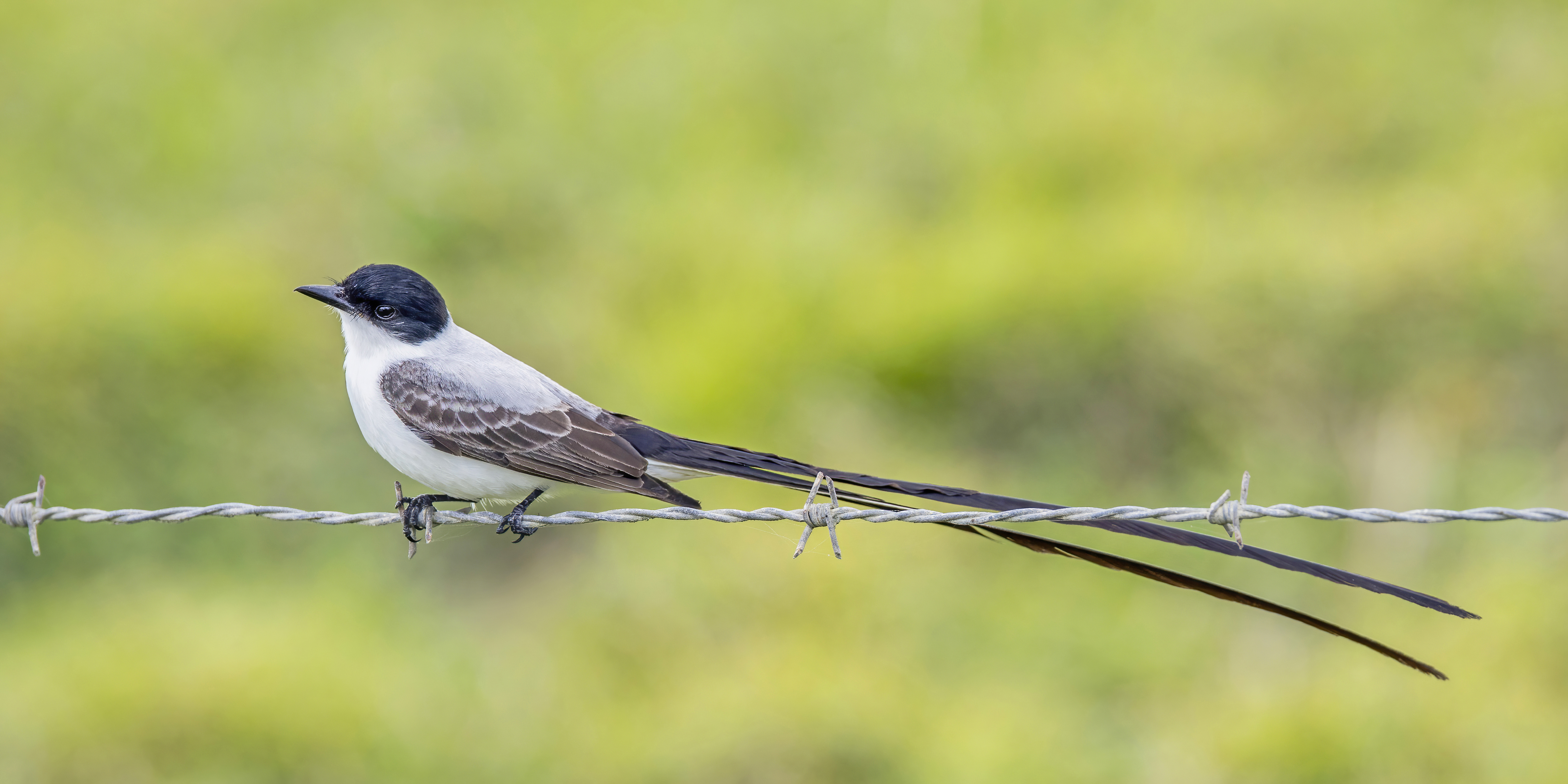
Tyrannus savana monachus en Belice.

Según las clasificaciones del Congreso Ornitológico Internacional (IOC) y Clements Checklist/eBird se reconocen cuatro subespecies con su correspondiente distribución geográfica:
- Tyrannus savana monachus Hartlaub, 1844 – sur de México (centro y sur de Veracruz, norte de Oaxaca, noreste de Chiapas, Tabasco, suroeste de Campeche) al sur hasta Colombia (excepto el norte, al este de los Andes (al sur hasta Meta y Vichada) y la mayor parte de Venezuela (al este hasta el delta del Orinoco, al sur hasta el norte de Amazonas y norte de estado Bolívar, y varias islas del litoral); también en el sur de Surinam (Sipaliwini) y norte de Brasil (Roraima, bajo río Negro, tal vez Amapá).
- Tyrannus savana circumdatus (J.T. Zimmer), 1937 – norte de Brasil en el este de Amazonas (ocasionalmente hasta Manaus) y Pará y Amapá (margen sur del río Amazonas, y ambas márgenes del río Tapajós).
- Tyrannus savana sanctaemartae (J.T. Zimmer), 1937 – norte de Colombia (costa caribeña y región de la Sierra Nevada de Santa Marta) y extremo noroeste de Venezuela (noroeste de Zulia).
- Tyrannus savana savana Daudin, 1802 – centro, sureste y sur de Brasil (Rondônia y sur de Mato Grosso al este hasta Tocantins y sur de Piauí, al sur hasta Mato Grosso do Sul, Minas Gerais, Río de Janerio y Río Grande del Sur), norte y este de Bolivia, Paraguay, Argentina (al sur hasta Río Negro, ocasionalmente hasta el noreste de Chubut), y Uruguay; las poblaciones sureñas nigran al norte de Colombia, Venezuela, las Guayanas y Amazonia.

## La tijereta y el apicultor
Su conducta de caza en vuelo la realiza, posándose en una percha o rama preferentemente seca, de la parte superior del docel de un árbol, cazando insectos en vuelo, regresando en numerosas ocasiones luego de un vuelo superior en redondo a la misma percha. Cuando las abejas reinas salen en su vuelo nupcial, es muy común que sean atrapadas por una tijereta, cuando coincide con el área de distribución de la especie. El impacto que tiene en apicultura es mínimo y el ave merece ampliamente ser protegida.[cita requerida]